# ご当地ファンド
ご当地ファンド（ごとうちファンド）とは、特定の都道府県、あるいは地域に本社や工場等をおく企業の株式に主に投資する投資信託（ファンド）のこと。商品名として地域名を冠して「応援ファンド」などと称しているものもある。2002年から東海地方で設定・販売され始め、話題を呼び、2007年現在では全国ほとんどの地域に設定されている。地元企業に投資するという明確なコンセプトが地域の投資家に評価され、また投資信託の販売窓口が証券会社だけではなく、銀行、信用金庫等に広がり投資信託が身近なものになってきたことから、人気商品の一つとなっている。
収益の一部を公益的なイベント・団体や社会福祉に寄付するなど地域社会への貢献を打ち出しているものもある。

## 特徴
純粋に投資という観点からは、次のような不利な点がある。
- 投資対象の偏り

ご当地ファンドは、商品の性格上、投資対象となる企業がある程度限定されるため、投資銘柄数や業種が限られる。このため、多数の銘柄に分散投資する投資信託に比べると相対的にリスクは大きい。
東海地方や京都等では、トヨタ系企業や京都銘柄と呼ばれる企業など、ブランドを確立し、成長性の高い企業も多く、投資対象も豊富である。これに対し、上場企業数の少ない地域では、対象が限定されてしまう。中には「当地」に店舗があるという理由で全国規模のチェーンストアを組み込んだものもある。
- 地域固有のリスク

特定地域の企業が投資先であるため地域という観点でのリスク分散が図りづらい。例えば、大規模な天候異変や大地震等の災害により、「ご当地」企業が一度に被災する可能性がある。
このため、投資対象として「ご当地」企業の株式だけでなく、外国債券、不動産投資信託（リート）を一定割合組み合わせ、安定した運用実績・配当が得られるように商品設計したファンドもみられるようになってきている。